# Circuito da Boavista
Le circuit de Boavista est un circuit urbain situé à Porto, au Portugal qui a été utilisé à six reprises pour accueillir le Grand Prix du Portugal, dont deux fois en Formule 1.

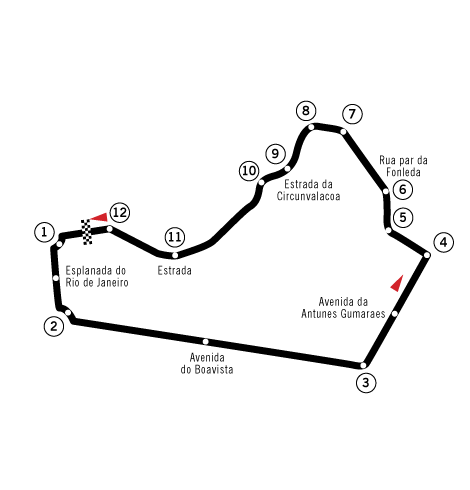
L'ancien tracé.

Le circuit est composé du Vieux-Port "Esplanada do Rio de Janeiro", suivi de "l'Avenida da Boavista" (d'où le nom du circuit) et certains petits quartiers. Le premier Grand Prix, disputé en catégorie sport, a eu lieu en 1951. C'est un circuit où les dépassements sont compromis par le fait que les pilotes doivent passer sur les rails servant aux tramways, roulent sur des rues pavées à proximité des habitations.
Le Grand Prix de 1958 est connu pour l'acte de fair-play du pilote anglais Stirling Moss, venu à la défense de son compatriote et rival Mike Hawthorn. Hawthorn, après une excursion hors piste lors du dernier tour de la course, est reparti dans le sens inverse du circuit pour reprendre la marche de l'épreuve et a été disqualifié par les commissaires de piste. Moss les a convaincu de ne pas disqualifier Hawthorn, second à l'arrivée. Grâce à ces 6 points, Hawthorn remportera le championnat du monde des pilotes avec 1 point d'avance sur Moss.
Le Grand Prix de 1960 a été une course d'usure, avec seulement quatre voitures terminant dans le tour du vainqueur Jack Brabham, Tony Brooks, Innes Ireland et Olivier Gendebien terminèrent pour leur part à respectivement 5, 6 et 7 tours. Les accidents et les problèmes mécaniques ont contraint les futurs champions John Surtees, Phil Hill, Graham Hill et autres à abandonner.
En 2005, le circuit est réutilisé et accueille des courses historiques. Deux ans plus tard, le championnat du monde des voitures de tourisme (WTCC) y organise la course du Portugal. Cette dernière a ensuite lieu tous les deux ans à Porto en alternance avec Estoril puis Portimão. La discipline vient une dernière fois sur le circuit lors de la saison 2013.